# 全媒体全时空
《全媒体全时空》（英语：Omni Media Online）是香港凤凰卫视制作的一档新闻资讯节目，也是凤凰第一档全媒体节目、中文台晚间首档新闻资讯节目。节目于香港时间2013年1月1日18：25起在凤凰卫视中文台、美洲台、欧洲台、澳洲版、凤凰新媒体、凤凰URadio综合台同步直播。节目的定位是“一个全媒体参与报导、民众互动讨论的平台”。
因《全媒體大開講》於2015年起取代此節目，故此節目於2014年末起全面改用虛擬背景，以配合原有廠景進行裝修工程供新節目使用。

## 播出时间

### 首播
凤凰卫视中文台、美洲台、欧洲台、澳洲版、凤凰新媒体、凤凰URadio综合台：香港时间周一至周五18：45播出（同时中插播出《时事快报》，伦敦时间10：45、美国西岸时间02：45、悉尼时间20：45，在执行夏时制期间会在原来时间的基础上拨快1小时），每期节目时长为30分钟（含广告）。

### 重播
| 频道             | 重播时间                                       |
| ---------------- | ---------------------------------------------- |
| 凤凰卫视中文台   | 香港时间周二至周六06：25-06：55及14：35-15：00 |
| 凤凰卫视美洲台   | 无                                             |
| 凤凰卫视欧洲台   | 伦敦时间周二至周六03：00-03：30                |
| 凤凰卫视澳洲版   | 悉尼时间周二至周六12：00-12：30                |
| 凤凰URadio综合台 | 香港时间周二至周六05:25-06:00                  |

## 节目环节
- 时空要闻：由节目组选出3条有价值的新闻进行评论。
- 网友调查：由网友通过投票平台，选择他们的观点。
- 微言送听：观众通过微信公众平台发出的语音观点。
- 全城热连
- 全民街报：记者上街访问民众的环节。
- E网无遗
- 有话直说：凤凰URadio综合台设立的环节，该环节通过观众提问，并由主持人回答。
- 全新全议
- 周刊抢先读：凤凰周刊每周要点。
- 全民议起来：全民讨论节目
- 新闻多米诺：周五播出的环节。

## 主持人

### 电视
全时空停播後，各電視主持均沒有過度到大開講，並曾轉任天下被網羅。
- 杨舒
- 杨娟（離開凤凰卫视）
- 刘芳（轉任財經記者／觀察員）

### 广播
- Benson
- 朱鳴岐
- 徐彥婷
- 劉珉宏
- 樊素

## 互动参与方式
本节目参与方式有：
- 新浪微博：@凤凰全媒体全时空
- 微信：Qmedia
- Skype：omnimedia2013@gmail.com
- Facebook：Omnimedia Phoenixtv
- 互动电话：400-1200-900（大陆）1872346（香港）